# V624 Геркулеса
V624 Геркулеса (лат. V624 Herculis), HD 161321 — кратная звезда в созвездии Геркулеса на расстоянии приблизительно 459 световых лет (около 141 парсек) от Солнца. Возраст звезды определён как около 631 млн лет.
Пара первого и второго компонентов — двойная затменная переменная звезда типа Алголя (EA). Видимая звёздная величина звезды — от +6,36m до +6,18m. Орбитальный период — около 3,895 суток.
Открыта Р. Цисселем в 1969 году**.

## Характеристики
Первый компонент — белая звезда спектрального класса A3m*, или A3Vm, или A3p*, или A3, или A4, или A5m. Масса — около 2,27 солнечной, радиус — около 3,966 солнечного, светимость — около 36,308 солнечной. Эффективная температура — около 8147 K.
Второй компонент — белая звезда спектрального класса A7V, или A7. Масса — около 1,87 солнечной, радиус — около 2,208 солнечного, светимость — около 16,982 солнечной. Эффективная температура — около 7943 K.
Третий компонент. Орбитальный период — около 25,119 года.
Четвёртый компонент (TYC 1005-1834-1) — оранжевая звезда спектрального класса K. Видимая звёздная величина звезды — +11,75m. Радиус — около 9,64 солнечного, светимость — около 37,131 солнечной. Эффективная температура — около 4589 K. Удалён на 41,1 угловой секунды.

## Планетная система
В 2019 году учёными, анализирующими данные проектов HIPPARCOS и Gaia, у звезды обнаружена планета.